# Ancylomenes pedersoni
Ancylomenes pedersoni (лат.) — вид настоящих креветок из семейства Palaemonidae.

## Распространение
Северная и Южная Америка. Встречается от Флориды до Венесуэлы и в Карибском бассейне.

## Описание
Длина от 2 до 3 см. Встречаются в сублиторальной зоне на глубинах от 2 до 40 м. Мелкие полупрозрачные креветки с голубовато-фиолетовым отметинами на теле и длинными беловатыми усиками. Живут в ассоциации с морскими анемонами такими как Lebrunia danae, Bartholomea lucida, Bartholomea annulata и Condylactis gigantea.
Вид был впервые описан в 1958 году американским карцинологом Феннером Чейсом (1908—2004) под первоначальным названием Periclimenes pedersoni Chace, 1958 и отнесён к семейству Palaemonidae.
Таксон Ancylomenes pedersoni был выделен в 2010 году из состава рода Periclimenes вместе с ещё примерно 20 видами группы Periclimenes aesopius species group в состав отдельного рода Ancylomenes Okuno & Bruce, 2010.